# Поца (Модена)
Поца (итал. Pozza) је насеље у Италији у округу Модена, региону Емилија-Ромања.
Према процени из 2011. у насељу је живело 2882 становника. Насеље се налази на надморској висини од 126 м.